# Diocèse de Vigevano
Le diocèse de Vigevano (latin : Diœcesis Viglevanensis) est l'un des 115 diocèses catholiques italiens. Situé dans la région de Lombardie (province de Pavie), il est suffragant à l'archidiocèse de Milan et fait partie de la région ecclésiastique de Lombardie.
Le clergé du diocèse est constitué de 111 religieux séculiers, de 11 religieux réguliers et de 213 religieuses. L'évêque actuel est, depuis 2013, Mgr Maurizio Gervasoni (it).

## Territoire
Le diocèse comprend l'essentiel de la Lomelline, ainsi que la paroisse de Saint Silvano martyr de Sozzago, dans la province de Novare.
Le siège du diocèse se situe dans la ville de Vigevano, où est l'église cathédrale de ce diocèse : la cathédrale Saint-Ambroise dite « Dôme de Vigevano ».
Le territoire est divisé en 87 paroisses.

## Historique
Le diocèse a été érigé par le pape Clément VII, le 14 mars 1530 avec la bulle Pro excellenti, à partir de territoires issus des diocèses de Novare et de Pavie. Il était à l'origine constitué de seulement trois paroisses : Vigevano, Mortara et Gambolò.
Le diocèse était suffragant de l'archidiocèse de Milan.
Le 17 juillet 1817, le diocèse de Verceil fut élevé au rang d'archidiocèse et le 26 novembre suivant, Vigevano en devint suffragant. Avec la même bulle, le pape Pie VII élargi considérablement le diocèse de Vigevano, attribuant toutes les paroisses du diocèse de Pavie à la droite du Tessin et d'autres qui appartenaient auparavant à l'archidiocèse de Milan au diocèse de Novare.
Le 17 juillet 1974, par décret du pape Paul VI, le diocèse retourna sous la juridiction de la province ecclésiastique de l'archidiocèse de Milan.
Les évêques de Vigevano ont toujours reçu les titres d'abbé de Sainte-Marie de Acqualunga et comte de Zeme.

## Liste des évêques

### Évêques duXVIesiècle
- Galeazzo Pietra † (16 mars 1530 - 27 octobre 1552 décédé)
- Maurizio Pietra † (27 octobre 1552 succède au précédent - 20 mai 1576 décédé)
- Alessandro Casale † (1er juillet 1577 - 16 février 1582 décédé)
- Bernardino Bricennio (Brisseno) † (5 novembre 1582 - 10 août 1588 décédé)
- Pietro Fauno † (2 mai 1589 - 9 septembre 1592 décédé)
- Marsilio Landriani † (25 mai 1594 - 28 avril 1609 décédé)

### Évêques duXVIIesiècle
- Giorgio Odescalchi † (26 mai 1610 - 7 mai 1620 décédé)
- Francisco Romero (évêque) (it), O.Carm. † (11 janvier 1621 - 16 juillet 1635 décédé)
  - Siège vacant (1635-1648)
- Juan Gutiérrez † (18 mai 1648 - 20 mars 1649 décédé)
- Card. Giovanni Stefano Donghi † (1649 - 1654 nommé évêque d'Imola (it)
- Gabriel Adarzo de Santander, O. de M. † (9 mars 1654 - 24 septembre 1657 nommé archevêque d'Otrante (it)
- Attilio Pietrasanta, O.Cist. † (juin 1659 - 23 novembre 1666 décédé)
- Gerolamo Visconti (it) † (5 octobre 1667 - 26 octobre 1670 décédé)
- Giovanni Rasini † (22 juin 1671 - 18 novembre 1672 décédé)
- Juan Caramuel y Lobkowitz, O.Cist. † (13 octobre 1673 - 7 septembre 1682 décédé)
- Ferdinando de Roxas † (mars 1683 - 30 décembre 1685 décédé)
- Pier Marino Sormani, O.F.M. † (11 octobre 1688 - 12 août 1702 décédé)

### Évêques duXVIIIesiècle
- Gerolamo Archinto † (octobre 1702 - 22 octobre 1710 décédé)
- Giorgio Cattaneo † (5 avril 1712 - 7 novembre 1730 décédé)
- Carlo Bossi † (18 juin 1731 - 7 octobre 1753 décédé)
- Francesco Agostino Dalla Chiesa † (septembre 1754 - 11 août 1755 décédé)
- Giuseppe Maria Scarampi † (16 juillet 1757 - 18 février 1801 décédé)
  - Nicolò Saverio Gamboni (it) † (18 septembre 1803 - 11 janvier 1807 nommé patriarche de Venise) (sans l'approbation du pape)

### Évêques duXIXesiècle
- Francesco Milesi † (11 janvier 1807 - 14 septembre 1816 nommé patriarche de Venise)
- Giovanni Francesco Toppia (it) † (25 mai 1818 - 30 juillet 1828 décédé)
- Giovanni Battista Accusani † (5 septembre 1830 ordonné évêque - 19 juillet 1843 décédé)
- Pio Vincenzo Forzani † (25 janvier 1844 - 1859 décédé)
  - Siège vacant (1859-1871)
- Pietro Giuseppe de Gaudenzi † (1871 - 1891 décédé)
- Giacomo Merizzi † (14 décembre 1891 - 28 novembre 1898 démission)
- Pietro Berruti † (28 novembre 1898 - 8 avril 1921 décédé)

### Évêques duXXesiècle
- Angelo Giacinto Scapardini, O.P. † (27 août 1921  - 20 mai 1937 décédé)
- Giovanni Bargiggia † (6 juillet 1937 - 11 avril 1946 décédé)
- Antonio Picconi † (13 juin 1946 - 21 avril 1952 décédé)
- Luigi Barbero † (26 juillet 1952 - 1er avril 1971 décédé)
- Mario Rossi † (4 août 1971 - 19 août 1988 décédé)
- Giovanni Locatelli † (12 novembre 1988 - 18 mars 2000 retraite)
- Claudio Baggini † (18 mars 2000 - 12 mars 2011 retraite)
- Vincenzo Di Mauro (12 mars 2011 - 21 juillet 2012 démission)
- Maurizio Gervasoni (it), depuis le 20 juillet 2013

## Statistiques
À la fin 2004, le diocèse comptait une population de 175 950 personnes, dont 173 055 étaient baptisées, ce qui représente 98,4 % du total.
| année | population | population | population | prêtres | prêtres  | prêtres  | prêtres                   | diacres | religieux | religieux | paroisses |
| année | baptisée   | totale     | %          | nombre  | séculier | régulier | nb de baptisés par prêtre | diacres | hommes    | femmes    | paroisses |
| ----- | ---------- | ---------- | ---------- | ------- | -------- | -------- | ------------------------- | ------- | --------- | --------- | --------- |
| 1950  | 182 000    | 183 000    | 99,5       | 30      | 15       | 15       | 6 066                     |         | 20        | 200       | 200       |
| 1969  | 186 220    | 186 389    | 99,9       | 185     | 162      | 23       | 1 006                     |         | 31        | 486       | 81        |
| 1980  | 183 678    | 183 871    | 99,9       | 163     | 142      | 21       | 1 126                     |         | 24        | 384       | 94        |
| 1990  | 176 402    | 176 806    | 99,8       | 146     | 126      | 20       | 1 208                     |         | 22        | 319       | 87        |
| 1999  | 174 000    | 176 000    | 98,9       | 127     | 117      | 10       | 1 370                     | 3       | 11        | 253       | 87        |
| 2000  | 174 000    | 176 000    | 98,9       | 131     | 120      | 11       | 1 328                     | 8       | 12        | 248       | 87        |
| 2001  | 174 000    | 175 900    | 98,9       | 130     | 119      | 11       | 1 338                     | 8       | 12        | 225       | 87        |
| 2002  | 174 200    | 177 477    | 98,2       | 124     | 116      | 8        | 1 404                     | 8       | 9         | 221       | 87        |
| 2003  | 173 600    | 176 855    | 98,2       | 123     | 113      | 10       | 1 411                     | 8       | 11        | 216       | 87        |
| 2004  | 173 055    | 175 950    | 98,4       | 122     | 111      | 11       | 1 418                     | 8       | 12        | 213       | 87        |

## Source
- (it) Cet article est partiellement ou en totalité issu de l’article de Wikipédia en italien intitulé « Diocesi di Vigevano » (voir la liste des auteurs).